# Eclàmpsia
L'eclàmpsia (del grec éklámpein ἐκλάμπειν, "resplendir", aquí en el sentit de '"succés sobtat") és una complicació aguda i potencialment mortal de l'embaràs caracteritzat per l'aparició de convulsions tònicoclòniques. L'eclàmpsia va precedida per preeclàmpsia.
La preeclàmpsia juntament amb l'eclàmpsia són anomenades col·lectivament trastorns hipertensius de l'embaràs i "toxèmia de l'embaràs".
L'eclàmpsia inclou convulsions i coma que succeeixen durant l'embaràs, però no es deuen a trastorns cerebrals preexistents o orgànics.

## Epidemiologia
Avui en dia, l'eclàmpsia és un problema molt prevalent en països en vies de desenvolupament. La seva incidència és 1 de cada 2000 parts. Per contra, als països en vies de desenvolupament mostren una incidència més elevada a causa dels pocs recursos o recursos menys efectius dels quals disposen. A més a més als països en procés de desenvolupament no tenen tant de control a nivell ginecològic i obstètric.

## Signes i símptomes
Els signes i símptomes característics d'aquesta patologia són: dolor epigàstric, cefalees, agitació intensa, convulsions, pèrdua de coneixement, edema, oligúria, diplopia, vòmits i visió borrosa.

## Factors de risc
L'origen o factor desencadenant de l'eclàmpsia no es coneix. Tot i així, hi ha tota una sèrie de factors predisposants de la dona que poden provocar l'aparició d'aquesta patologia. Alguns d'aquests factors de risc són: multípares, primer fill, edat >35 anys o < 18 anys, pes < a 50 kg, mola hidatidiforme, complicacions durant l'embaràs per exemple, embaràs múltiple, polihidramnios, preeclàmpsia en embaràs anterior, existència de malalties cròniques com la diabetis mellitus, hipertensió arterial, etc.

## Tractament
Generalment, el tractament té com a base la finalització de l'embaràs. Tot i així, durant l'embaràs cal un bon control de l'embaràs, fàrmacs anthipertensius per controlar els paràmetres de la pressió arterial i fàrmacs anticonvulsius en el cas d'aparició de convulsions.

## Complicacions
Com tota patologia poden aparèixer complicacions si no s'estableix un tractament adequat a la situació. Les complicacions de l'eclàmpsia poden ser: Problemes de coagulació a la sang, part prematur i despreniment prematur de la placenta.

## Proves diagnòstiques
Durant el procés diagnòstic de la patologia es duran a terme tota una sèrie de proves. Aquestes proves inclouen analítiques de sang i orina. D'aquesta manera, es podran veure els nivells de creatinina, hematòcrit, factors de coagulació sanguinis, àcid úric, activitat hepàtica, nombre de plaquetes i finalment, la proteïna de l'orina.
Simultàniament, s'hauran de fer controls exhaustius de pressió arterial i freqüència respiratòria.

## Diagnòstics diferencials
Sovint, les patologies tenen en comú o es presenten amb signes i símptomes similars. Això, produeix l'anomenat diagnòstic diferencial. Els diagnòstics diferencials de l'eclàmpsia i preeclàmpsia es poden classificar segons la zona corporal afectada.

### Diagnòstic diferencial d'alteració vascular
- Microangiopaties
- Hipertensió arterial secundària

### Diagnòstic diferencial neurològic
- Epilèpsia
- Hemorràgia cerebral
- Encefalitis
- Trombosi venosa cerebral